# Cains många ansikten
Cains många ansikten (engelska: Raising Cain) är en amerikansk långfilm från 1992 i regi av Brian De Palma, med John Lithgow, Lolita Davidovich, Steven Bauer och Frances Sternhagen i rollerna.

## Rollista
| John Lithgow       | – Carter            |
| Lolita Davidovich  | – Jenny             |
| Steven Bauer       | – Jack Dante        |
| Frances Sternhagen | – Dr. Lynn Waldheim |
| Gregg Henry        | – Lt. Terri         |
| Tom Bower          | – Sgt. Cully        |
| Mel Harris         | – Sarah             |
| Teri Austin        | – Karen             |
| Gabrielle Carteris | – Nan               |